# Reidemeister-förflyttning
Reidemeister-förflyttningar togs fram av den tyske matematikern Kurt Reidemeister (1893–1971). Detta används inom den matematiska teorin för knutar i syfte att visa att två knutdiagram motsvarar samma knut, alltså att diagrammen är isotopa. Längre ner visas att isotopi är en ekvivalensrelation för knutdiagram. Reidemeister-förflyttningar beskrevs först i en bok som Reidemeister publicerade på 1930-talet.
I grunden finns tre Reidemeister-förflyttningar som brukar benämnas R1-R3. För enkelhetens skull lägger man ofta till R0 som motsvarar dragning och tänjning av delar av knuten så att inga korsningar påverkas eller tillförs.

## Definition
Förflyttningarna går till som följer:
R0 motsvarar en kontinuerlig deformation av diagrammet som inte påverkar eller tillför någon korsning.
R1 motsvarar en vridning av en del av en båge runt sig själv så att en korsning tillkommer eller försvinner.
R2 motsvarar att två bågar som ligger över respektive under varandra flyttas så att de ligger bredvid varandra eller tvärt om. Detta tar antingen bort eller lägger till två korsningar.
R3 motsvarar att flytta en del av snöret under eller över en korsning.

## Isotopier och ekvivalensklass
Två knutdiagram D och D´ kallas 
- isotopa om D kan transformeras till D´ genom någon kombination av förflyttningarna R0, R1, R2 eller R3.
- reguljärt isotopa om transformationen kan ske utan användning av R1.

Reflexivitet - den tomma sekvensen visar att relationens isotopi är reflexiv.
Symmetri - förflyttningarna har en invers, ta bara förflyttningssekvensen baklänges, alltså är relationen symmetrisk.
Transitivitet - om D och E är isotopa & E och F är isotopa så fås också att D och F isotopa om man lägger ihop förflyttningssekvensen som tar D till E med den som tar E till F, vilket gör relationen transitiv.
Av detta följer att isotopi är en ekvivalensrelation och däreigenom hamnar alla knutdiagram som är isotopa i samma ekvivalensklass. En ekvivalensklass av diagram modulo isotopi kallas isotopiklass.